# Димитър Спасов (автомобилист)
Вижте пояснителната страница за други личности с името Димитър Спасов.
Димитър Юриев Спасов е български автомобилен навигатор, състезаващ се за „Престиж Рали Тим“, със състезателен автомобил „Мицубиши Лансер ЕВО 9 N4“.

## Биография
Роден е на 21 декември 1978 г. Започва състезателната си кариера като навигатор през сезон 2003 с международно участие в 1-ви кръг от италианския шампионат. Още в първото си състезание завършва 3-ти в група N/4 и заема 9-о място в генералното класиране.

## Кариера
През 2005 г. участва в Националния рали шампионат като навигатор на Емил Маринов. Състезава се заедно с Петър Гьошев от 2005 г., когато през 2005 г. участва в рали „София“, печели 1-вото място в клас А/7 до 2000 куб. см. и 9-о място в генералното класиране.
Още с първото си участие в Националния рали шампионат екипажът Гьошев/Спасов печели 1-вото място в клас А/7 до 2000 куб. см с „Рено Меган“ и 9-о място в генералното класиране. Двамата показават отличен синхрон и през следващите години заемат водещи места в състезанията от Националния рали шампионат.
Участва в Националния рали шампионат на България за 2006 г. в клас N/3 с „Рено Клио Спорт“ и завършва на 3-то място в класа си. През 2007 започва да се състезава в най-големия клас N/4 с „Мицубиши Лансър Ево 8“ и заема челни класирания в отделни кръгове от шампионата.
През следващата година участва със същия автомобил, като от 4 старта печели 2 втори места в генералното класиране и в класа си.
През 2009 г. участва във всички кръгове на Националния рали шампионат с „Мицубиши Лансър Ево 9“ и завършва на 3-то място в генералното класиране и в класа си.
През 2010 г. екипажът Гьошев/Спасов поднася изненада на шампионата. След 2-рото място на рали „Вида“ печели най-престижното състезание – Рали България, както и първото си международно състезание – Рали Сърбия. Завършват на 3-то място в крайното класиране на Националния рали шампионат.